# Struvenhütten
Struvenhütten település Németországban, Schleswig-Holstein tartományban. Lakosainak száma 959 fő (2023. december 31.).

## Népesség
A település népességének változása:
| Lakosok száma | 806  | 981  | 983  | 983  | 987  | 959  |
|               | 1975 | 2017 | 2019 | 2021 | 2022 | 2023 |